# تپه دهنو (سلطان‌آباد) ۱۱۱ - k
تپه دهنو (سلطان آباد) کد (۱۱۱ - k) مربوط به دوران پیش از تاریخ ایران باستان تا دوران‌های تاریخی پس از اسلام است و در شهرستان کنگاور، روستای سلطان آباد واقع شده و این اثر در تاریخ ۲۴ فروردین ۱۳۸۲ با شمارهٔ ثبت ۸۱۳۰ به‌عنوان یکی از آثار ملی ایران به ثبت رسیده است.